# Honeygo
Honeygo es un lugar designado por el censo ubicado en el condado de Baltimore en el estado estadounidense de Maryland. En el Censo de 2020 tenía una población de 12927 habitantes y una densidad poblacional de 852,70 habitantes por km². Fue incluido como CDP en el censo de 2020. 

## Geografía
Honeygo se encuentra ubicado en las coordenadas 39°24′14″N 76°28′38″O / 39.40389, -76.47722. Según la Oficina del Censo de los Estados Unidos,  tiene una superficie total de 15,16 km², de la cual 15,15 km² corresponden a tierra firme y 0,01 km² a agua.